# Pennsylvania Railroad

Logo der PRR

Die Pennsylvania Railroad (PRR) war eine US-amerikanische Eisenbahngesellschaft mit Sitz in Philadelphia. Sie wurde 1846 gegründet und existierte bis zur Fusion mit der New York Central Railroad im Jahre 1968. Ihr etwa 10 000 Meilen langes Streckennetz lässt sich wie folgt umschreiben: ein Mann, dessen Kopf sich in Philadelphia befand, dessen Arme nach Washington, D.C. und New York City reichten und dessen Beine sich bis nach Chicago und St. Louis erstreckten. Bis weit ins 20. Jahrhundert hinein war sie, an Verkehrsleistung und Umsatz gemessen, die größte Eisenbahngesellschaft in den USA. Gleichfalls bezeichnete sie sich selbst für eine lange Zeit auch als „Standard Railroad of the World“. Sie wollte Vorbild für alle anderen Bahnen sein, und alle anderen Bahnen sollten dem Standard der PRR, dem „gold standard“, nacheifern.

## Geschichte

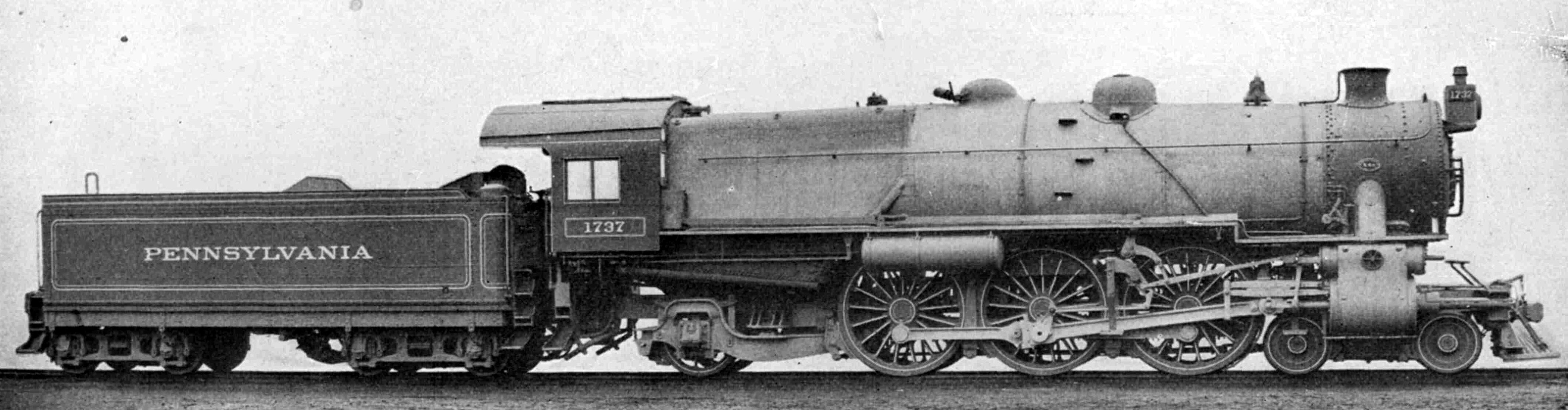
4-6-2 #1737 (Bauart Pacific) der PRR

Bereits 1899 war sie im Besitz von 3594 Lokomotiven, 3847 Personen- und 146 060 Güterwagen. 1916 führte die PRR das Motto „Standard Railroad of the World“ ein. Diese Bezeichnung war nicht unberechtigt, da die Gesellschaft sehr oft eine Vorreiterrolle spielte. Sie war über Jahre führend im Bereich Sicherheit und Effizienz. So war sie zum Beispiel die erste Eisenbahn in den USA, die die alten Reisezugwagen mit Holzwagenkästen durch sicherere Stahlkonstruktionen ersetzte. Sehr früh hatte die Gesellschaft auch Standardlackierungen eingeführt. 

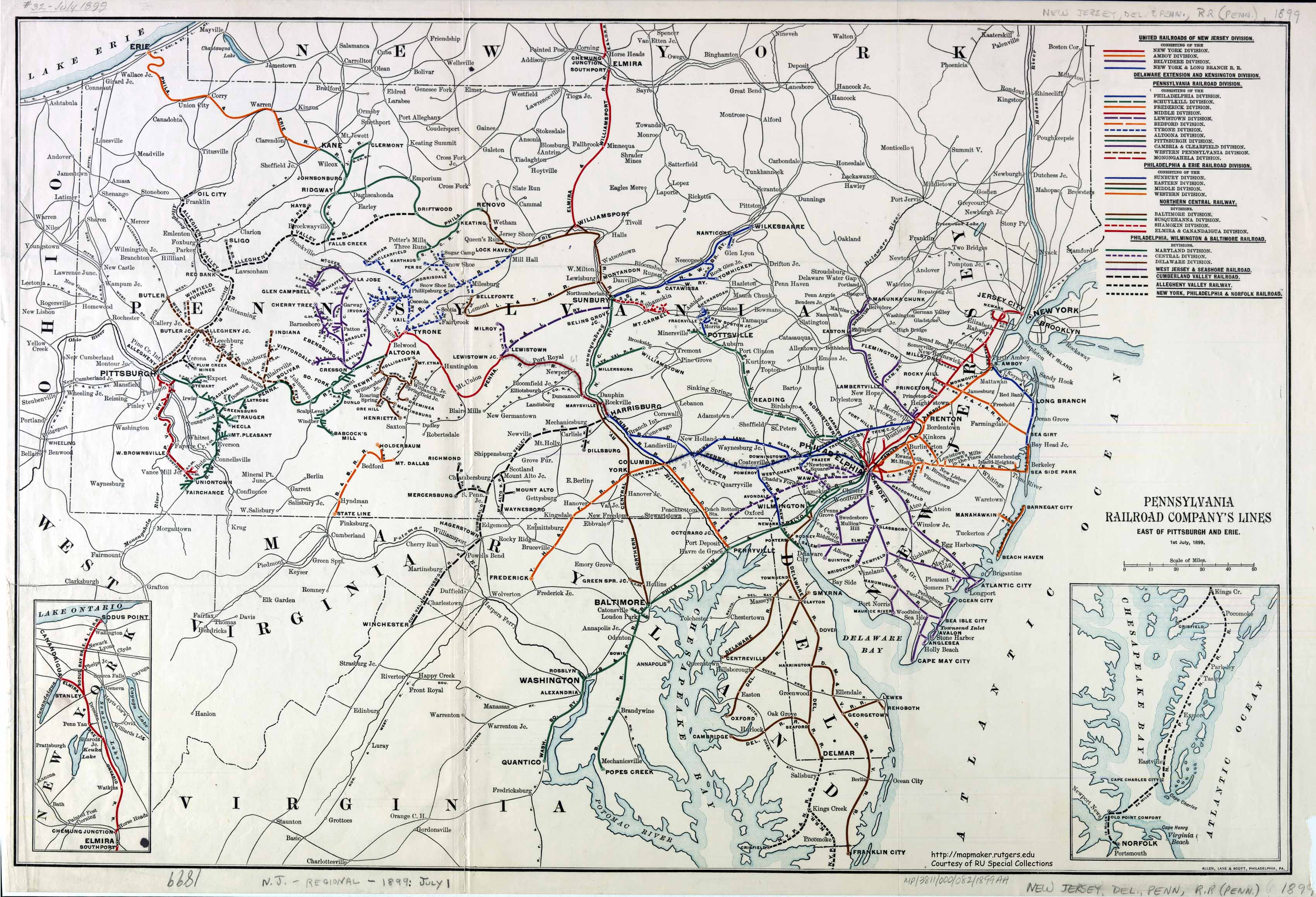
Streckennetz 1899

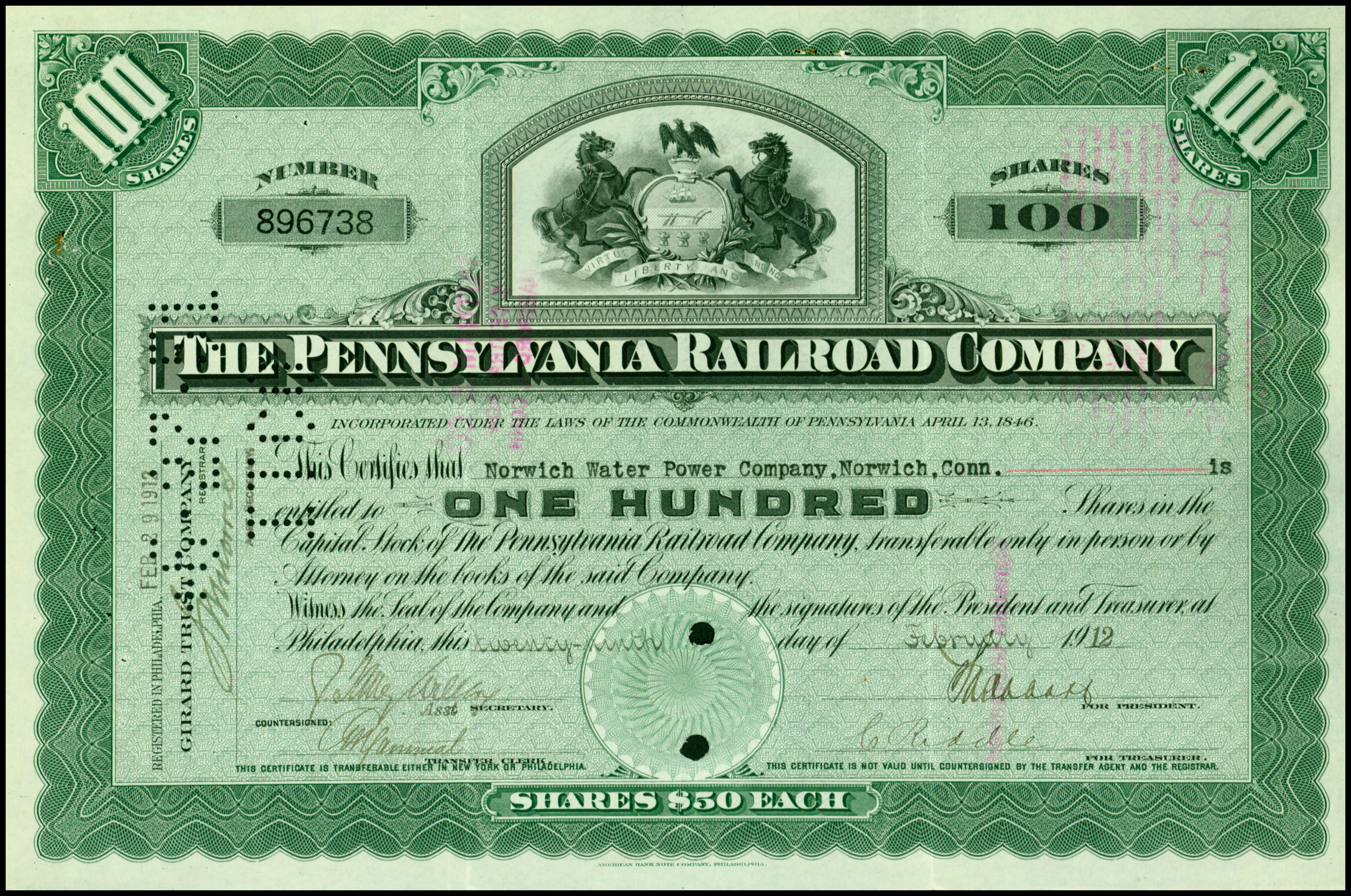
Aktie der Pennsylvania Railroad Company vom 29. Februar 1912

Die wichtigste Hinterlassenschaft der Pennsylvania Railroad ist das elektrifizierte Streckennetz des Northeast Corridor südlich von New York. Ab 1910 wurden die Strecken im Raum New York/New Jersey und auf Long Island nach Südlondoner Vorbild mit Stromschienen versehen. Die Long Island Rail Road wurde bereits 1900 von der PRR aufgekauft. In der Folge konnte 1910 mit der Pennsylvania Station am Madison Square Garden einer der beiden großen, heute noch existierenden New Yorker Bahnhöfe errichtet werden.
Bis 1935 war aber dann die wichtige Reisezugverbindung zwischen New York und Washington mit Oberleitungen elektrifiziert, 1938 folgte die Strecke Philadelphia – Harrisburg, wobei eine Fortsetzung der Elektrifizierung bis Pittsburgh im Gespräch war. Zum Einsatz im Personenfernverkehr kamen ab 1935 die bis zu 161 km/h schnellen Lokomotiven der Reihe GG1. Für den Nahverkehr wurden Triebwagen der Reihe MP 54 beschafft und eingesetzt. Die Bauart entsprach zeitgenössischen Reisezugwagen mit einer zusätzlichen Traktionausrüstung. Für das Netz der Long Island Rail Road wurden ähnliche Triebwagen für den Stromschienenbetrieb beschafft. 
Mittlerweile war der Bestand an Rollmaterial stark angestiegen. Am 1. Januar 1939 verfügte die PRR über 4753 Lokomotiven, 6499 Personen- und 238 101 Güterwagen.
In den 1950er Jahren folgten weitere Triebwagen für die Oberleitungsstrecken in Inox-Edelstahlbauwiese nach einem der Verfahren der BUDD Company. 1967 bestellte die Pennsylvania neue Triebwagen der Bauart Silverliner II – ebenso in Budd-Bauweise – für den Verkehr Philadelphia–Harrisburg, die später bis 2012 im Nahverkehr der Conrail und SEPTA im Raum Philadelphia eingesetzt wurden.
Am 1. Februar 1968 fusionierte die Pennsylvania Railroad mit ihrem langjährigen Erzrivalen auf der Verbindung New York – Chicago, der New York Central Railroad, zur Penn Central (PC). Die Fusionsgespräche hatten bereits 1957 begonnen.
Am 31. Dezember 1968 übernahm die Penn Central nach Aufforderung durch die Interstate Commerce Commission (ICC) auch den Verkehr der New York, New Haven and Hartford Railroad. 1970 musste die Penn Central ihre Insolvenz erklären. Der verbliebene Personenfernverkehr ging auf Amtrak, für den Betrieb des Streckennetzes sowie den Güter- und Personennahverkehr wurde Conrail gegründet. Nach der Liquidierung von Conrail im Jahre 1999 gingen die meisten Strecken der früheren „Pennsy“ an die Norfolk Southern über.

## Lokomotivbau

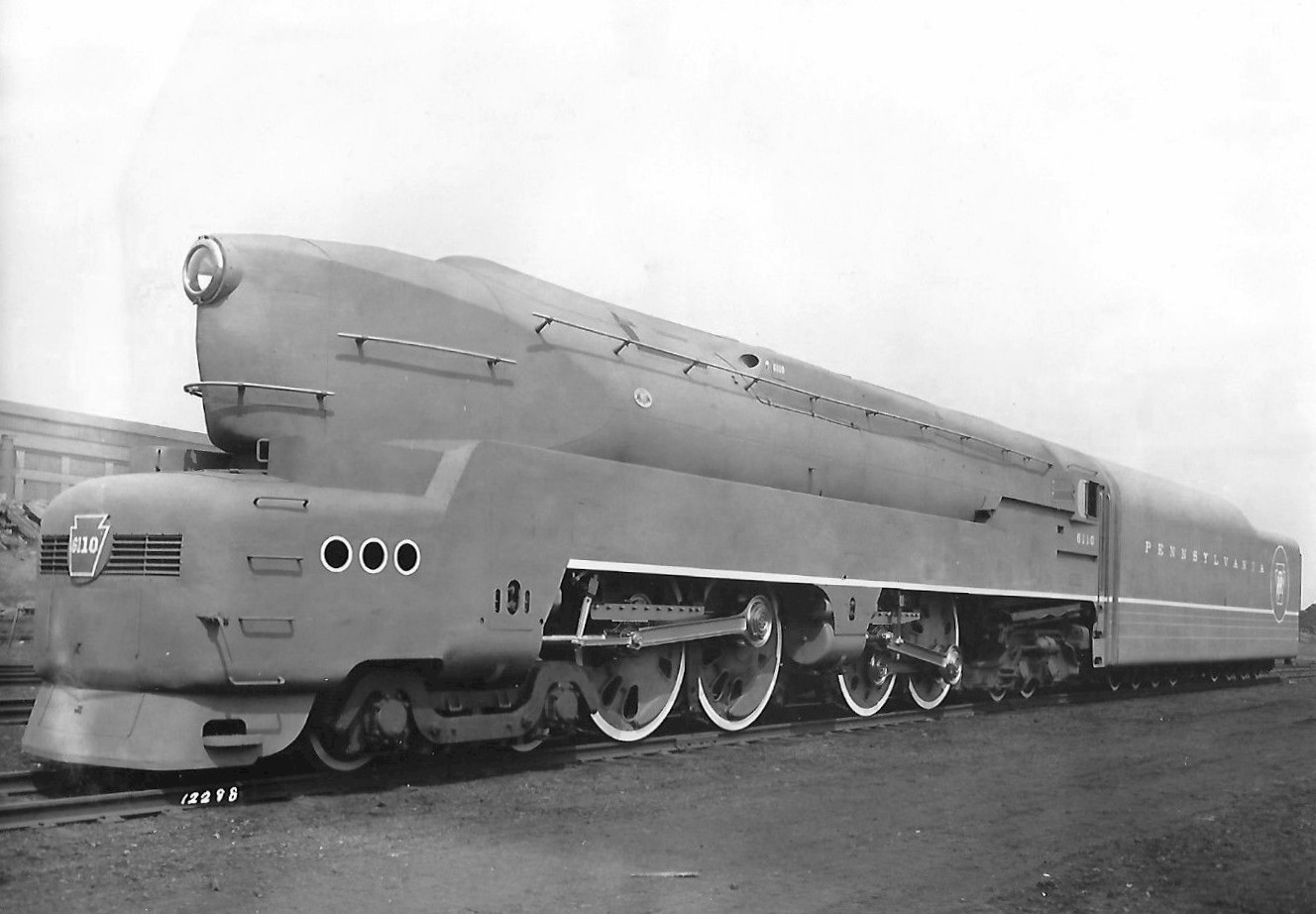
Lokomotive der Klasse T1

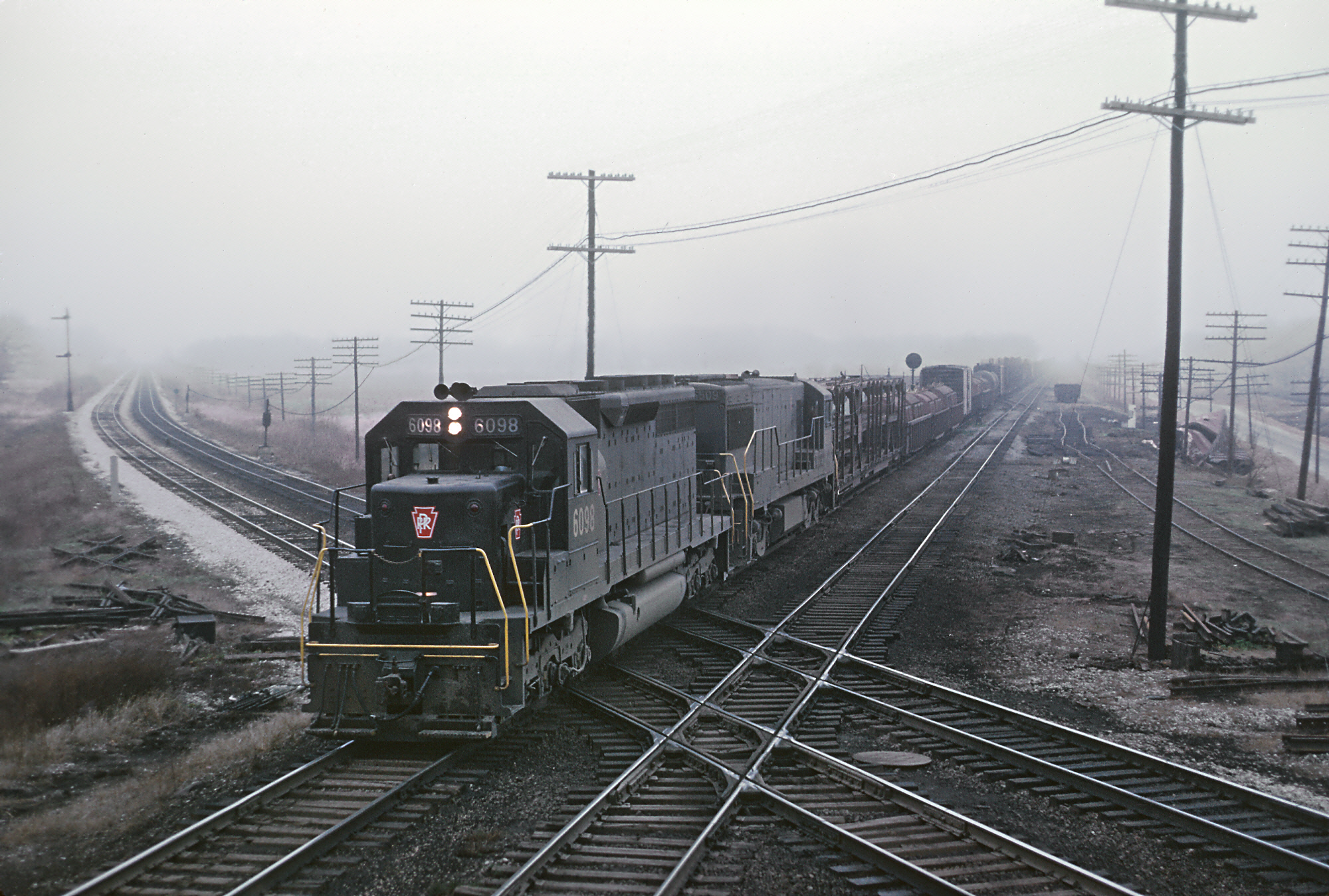
EMD SD40 in North Judson, Indiana (November 1966)

Einen Teil ihrer Dampflokomotiven produzierte die PRR, im Gegensatz zu anderen US-Bahnen, selbst. Mit ihrer Lokomotivwerkstätte in Altoona (Pennsylvania) war sie der viertgrößte Lokomotivbauer in den Vereinigten Staaten. Lokomotiven, die sie nicht selbst baute, stammten zumeist von Baldwin. Für Baldwin war die PRR außerdem der größte Abnehmer von Diesellokomotiven.
Die PRR war eine der wenigen amerikanischen Eisenbahngesellschaften, die sich gelegentlich auch Anregungen von europäischen Lokomotivbauern holte, um für ihren eigenen Lokomotivbau daraus zu lernen. Sie kaufte 1889 eine Lokomotive der Dreadnought-Klasse der britischen London and North Western Railway (PRR Nr. 1320) und 1903 bei der französischen Société alsacienne de constructions mécaniques (SACM) eine von Alfred de Glehn entworfene Verbundlokomotive der Baureihe Atlantic Nord, die zuvor schon bei verschiedenen französischen Eisenbahngesellschaften erfolgreich im Einsatz war (PRR Nr. 2512).
Die 1939 gebaute Lokomotive der Klasse S1 war die mit Abstand größte und leistungsfähigste Schnellzug-Dampflokomotive der Welt und auch die einzige mit der Achsfolge 3’BB3’. Mit der 1944 gebauten S2  besaß die PRR zudem die leistungsfähigste je gebaute Dampfturbinenlokomotive.